# Özvatan
Özvatan est une ville et un district de la province de Kayseri dans la région de l'Anatolie centrale en Turquie.